# Karma Gompa
| Tibetische Bezeichnung                                |
| ----------------------------------------------------- |
| Tibetische Schrift: karma gdan sa dgon pa; karma dgon |
| Chinesische Bezeichnung                               |
| Vereinfacht: 噶玛丹萨寺                               |
| Pinyin:Gama Dansa si                                  |

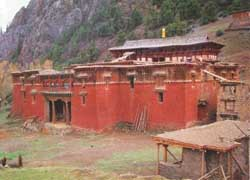
Haupthalle des Karma Gompa

Das Kloster Karma Gompa (karma dgon pa), auch Karma Dansa (karma gdan sa), ist das Gründungskloster der tibetisch-buddhistischen Schulrichtung der Karma-Kagyü, dessen späteres Zentrum im (je nach Quellen) ein halbes bis vier Jahrzehnte später errichteten Kloster Tsurphu bei Lhasa lag.
Das im Jahre 1147, nach anderen Quellen 1184 von Chödzin Gemphel (chos ‘dzin dge ‘phel), dem späteren 1. Karmapa Düsum Khyenpa (dus gsum mkhyen pa), gegründete Kloster liegt auf 3800 m Höhe rund 120 km nördlich von Qamdo in Kham in einem Seitental des Dza Chu (Mekong).
Trotz der Zerstörungen in der Kulturrevolution haben zumindest der Gebäudekomplex der Haupthalle sowie Relikte der Grabhallen einiger eminenter Lamas überdauert, u. a. der Grabchörten (Stupa) des Düsum Khyenpa sowie jener, in dem die sterblichen Überreste des Situ Rinpoche eingeschreint sind.
In dem größtenteils wiederaufgebauten Kloster leben heute ständig etwa 200 Mönche, während 500 eng mit ihm verbunden sind.